# I (chanson de Kendrick Lamar)
Singles de Kendrick Lamar
Buy the World Pay for It
i est une chanson de Kendrick Lamar sortie en 2014, single de l'album To Pimp a Butterfly et composé par Kendrick Duckworth, Marvin Isley, O'Kelly Isley, Ronald Isley, Rudolph Isley, Ernie Isley, Christopher Jasper et Columbus Smith.
Cette chanson est celle de l'ouverture du championnat de NBA.

## Réception critique
Aux Grammy Awards 2015, "i" reçoit les prix de la "Meilleure Performance Rap" et de la "Meilleure chanson rap".